# Ilha de Wight

Bandeira da Ilha de Wight

A Ilha de Wight (em inglês: Isle of Wight) é uma ilha localizada a sul de Southampton, na costa sul da Inglaterra. É a maior ilha no Canal da Mancha e está separada da Grã-Bretanha pelo estreito denominado Solent. A ilha é um condado cerimonial e não-metropolitano da Inglaterra e parte integrante do Reino Unido. Os ingleses referem-se à ilha simplesmente por The Island.
A ilha tem resorts que são destinos de férias desde a época vitoriana e é conhecida por seu clima ameno, paisagens litorâneas, campos verdejantes, planícies e chines. A ilha é historicamente parte de Hampshire,  e é designada como Reserva da Biosfera da UNESCO.
Lar dos poetas Algernon Charles Swinburne e Alfred Tennyson, e da Rainha Vitória, que construiu sua residência de verão e última casa Osborne House em East Cowes, a ilha tem tradição marítima e industrial na construção de embarcações, tomada de vela, fabricação de hidroaviões, o primeiro aerodeslizador do mundo, e os testes e desenvolvimento de foguetes espaciais da Grã-Bretanha. Abriga festivais anuais, incluindo o Bestival e o Festival da Ilha de Wight, que, em 1970, foi então o maior evento de rock já realizado. Tem a vida selvagem e algumas das falésias mais ricas e pedreiras mais bem conservadas para fósseis de dinossauros na Europa.

## História
Existem teorias que, durante a era neolítica, Bouldnor era um porto ocupado que apoiava o comércio com o Oriente Médio, já que o trigo estava presente há 8000 anos, centenas de anos antes de ser cultivado em toda a Europa.
A ilha de Wight é rica em eventos históricos e vestígios arqueológicos. O nome Wight provém do latim Vectis (que se traduz por «alavanca») através do anglo-saxão Wiht. Parece que os Romanos a conheciam como chave para entrada na Britannia. Com a queda do império romano, foram os Jutos, vindos da Jutlândia (hoje a Dinamarca continental), que vieram colonizar a ilha e a parte do Hampshire que lhe fica em frente.
Na Idade Média, segundo a lei inglesa, os insulares tinham o dever de exercitar o tiro com arco, porque os reis viam a ilha como local de chegada de conquistadores e urgia proteger o local, para não ser usado como cabeça de ponte para atacar a metrópole. Tem por isso uma estrada militar. A ilha sucedeu do reino de Inglaterra em 1444, quando Henrique de Beauchamp, 1º duque de Warwick se fez coroar «rei da ilha de Wight» pelo soberano Henrique VI.
O Solent encontra-se rodeado de fortalezas para defesa da costa, principalmente construídas no reinado de Henrique VIII de Inglaterra.

## Geografia

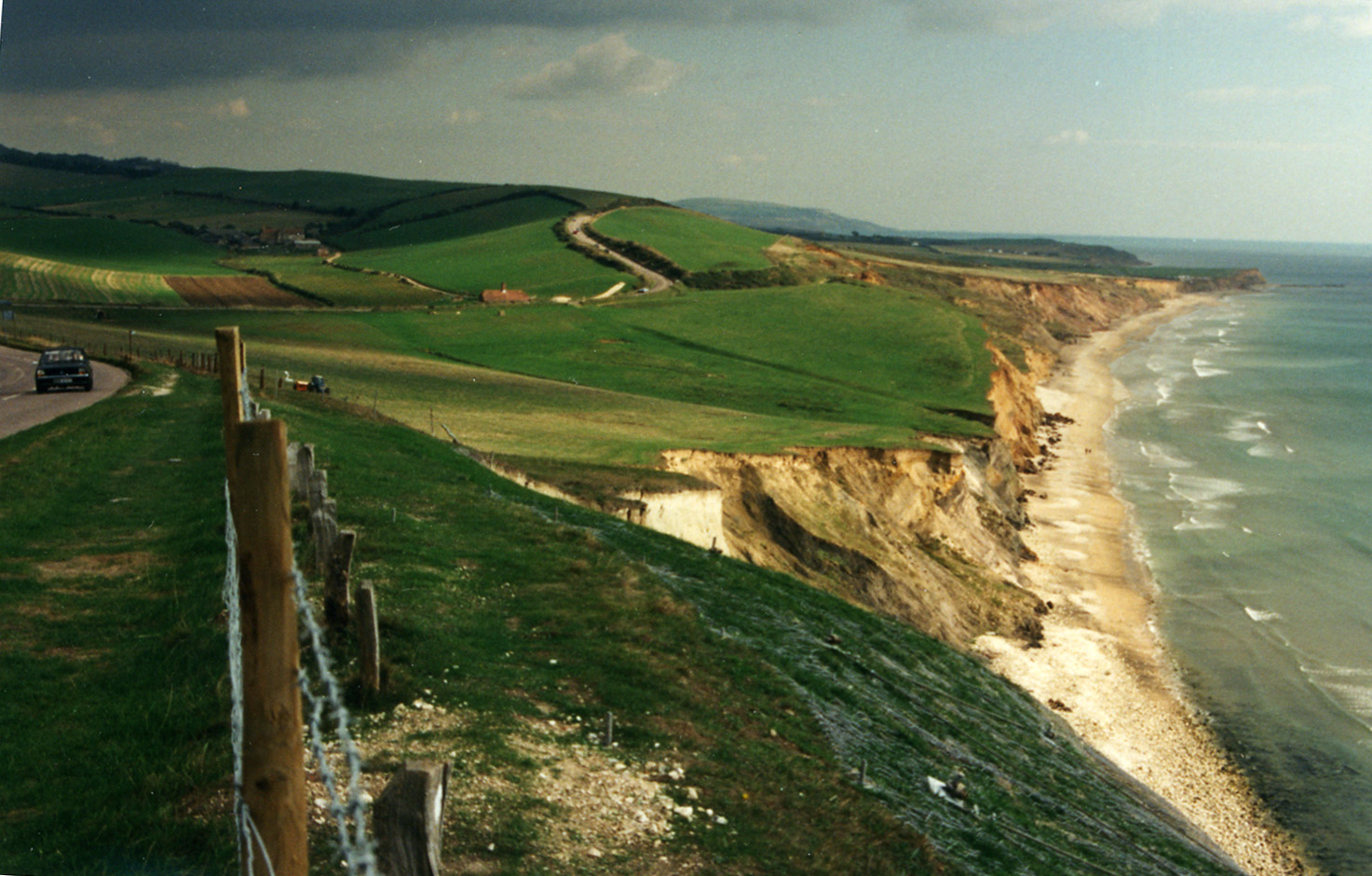
Compton Chine, Ilha de Wight

A Ilha de Wight tem a forma de um losango regular de 20 quilômetros de lado e uma área de 381 km². Tem o status de condado e uma população de 134 876 habitantes (2002). Sua capital administrativa é Newport, e usufrui de uma forte atividade turística graças ao seu clima.
É composta por uma grande variedade de diferentes tipos de rochas que datam do início do período Cretáceo (há cerca de 127 milhões de anos) até o meio do Paleogeno (há cerca de 30 milhões de anos). A metade norte da ilha é composta principalmente de argilas do Terciário, com a metade sul formada por rochas do Cretáceo (o giz que forma as descidas leste-oeste centrais, bem como a Alto e Baixa Greensands e os estratos de Wealden).

### Cidades principais
- Brading
- Cowes
- East Cowes
- Newport
- Ryde
- Sandown
- Shanklin
- Ventnor
- Yarmouth

### Transportes
Balsas e catamarãs conectam a Ilha de Wight com a ilha principal da Grã-Bretanha. As rotas principais são Portsmouth a Ryde, Southampton a Cowes, e Lymington a Yarmouth.

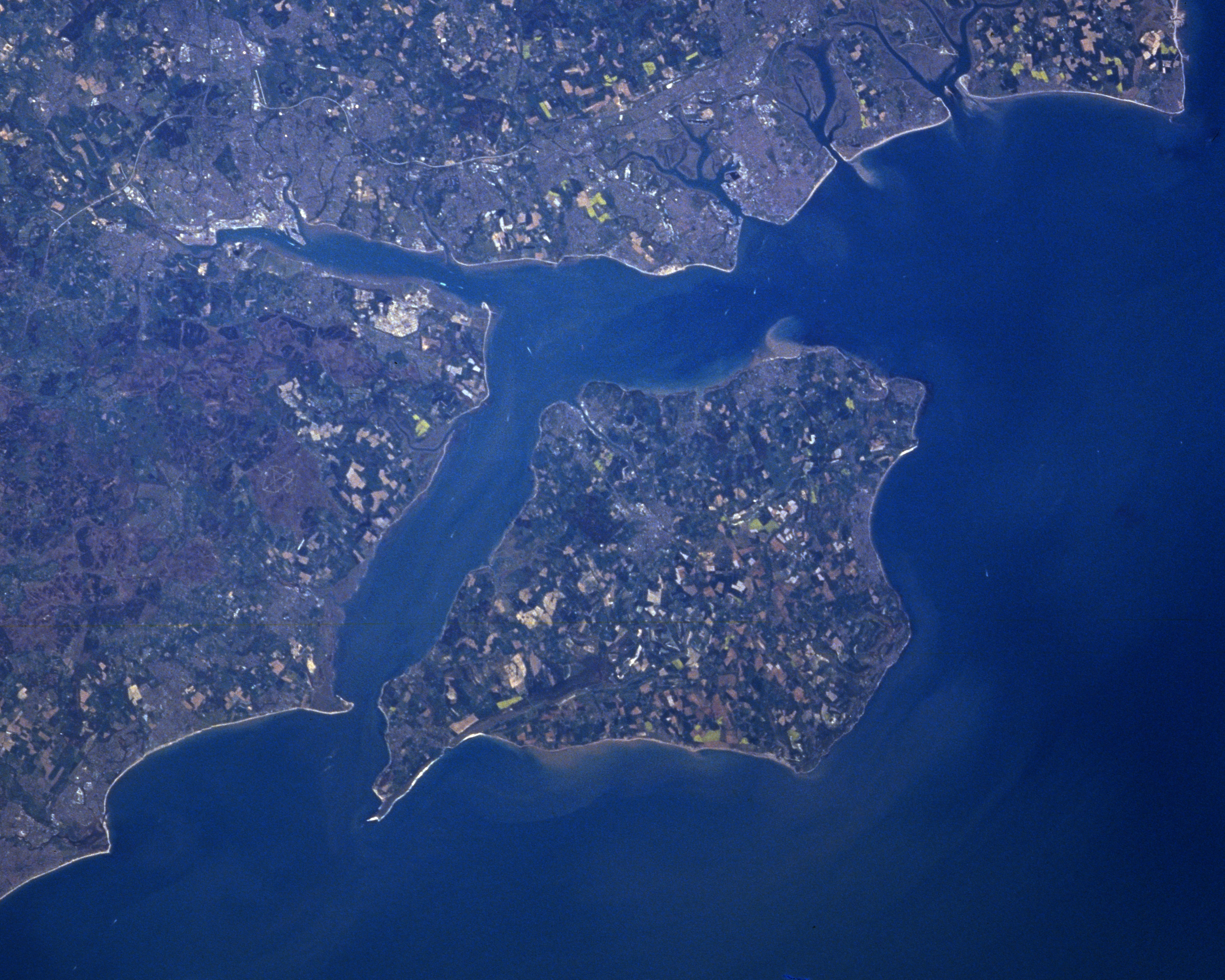
A ilha de Wight vista do espaço (STS-37).

### Personalidades nascidas na ilha
- Robert Hooke, cientista
- Anthony Minghella, cineasta
- Jeremy Irons, ator
- Mark King, baixista e vocalista do grupo de rock Level 42